# Navalcarnero (Gerichtsbezirk)
Der Gerichtsbezirk Navalcarnero ist einer der 21 Gerichtsbezirke in der autonomen Gemeinschaft Madrid.
Der Bezirk umfasst 22 Gemeinden auf einer Fläche von 863,01 km² mit dem Hauptquartier in Navalcarnero.

## Gemeinden
| Gemeinde                    | Einwohner (2024) | Fläche km² | Dichte Einw./km² | Cod INE | Postleitzahl |
| --------------------------- | ---------------- | ---------- | ---------------- | ------- | ------------ |
| El Álamo                    | 10.430           | 22,25      | 469              | 28004   | 28607        |
| Aldea del Fresno            | 3.422            | 51,78      | 66               | 28008   | 28620        |
| Arroyomolinos               | 37.208           | 20,66      | 1.801            | 28015   | 28939        |
| Batres                      | 1.943            | 21,58      | 90               | 28017   | 28976        |
| Cadalso de los Vidrios      | 3.228            | 47,64      | 68               | 28031   | 28640        |
| Casarrubuelos               | 4.211            | 5,32       | 792              | 28036   | 28977        |
| Cenicientos                 | 2.148            | 67,49      | 32               | 28037   | 28650        |
| Chapinería                  | 2.642            | 25,40      | 104              | 28051   | 28694        |
| Cubas de la Sagra           | 6.988            | 12,82      | 545              | 28050   | 28978        |
| Griñón                      | 10.718           | 17,42      | 615              | 28066   | 28971        |
| Moraleja de Enmedio         | 5.576            | 31,29      | 178              | 28089   | 28950        |
| Navalcarnero                | 32.683           | 100,22     | 326              | 28096   | 28600        |
| Navas del Rey               | 3.347            | 50,78      | 66               | 28099   | 28695        |
| Pelayos de la Presa         | 3.136            | 7,58       | 414              | 28109   | 28696        |
| Rozas de Puerto Real        | 580              | 30,15      | 19               | 28128   | 28649        |
| San Martín de Valdeiglesias | 9.159            | 115,48     | 79               | 28133   | 28680        |
| Serranillos del Valle       | 4.634            | 13,28      | 349              | 28140   | 28979        |
| Sevilla la Nueva            | 9.657            | 25,13      | 384              | 28141   | 28609        |
| Villa del Prado             | 7.437            | 78,42      | 95               | 28171   | 28630        |
| Villamanta                  | 2.823            | 63,15      | 45               | 28174   | 28610        |
| Villamantilla               | 1.624            | 23,99      | 68               | 28175   | 28609        |
| Villanueva de Perales       | 1.674            | 31,18      | 54               | 28178   | 28609        |
| Gerichtsbezirk Navalcarnero | 165.268          | 863,01     | 192              | –       | –            |